# メジログッテン
メジログッテン（欧字名:Mejiro Gooden）は、日本の競走馬。主な勝ち鞍に1992年の東京障害特別（春）、1993年の中山大障害（秋）。

## 経歴
1989年12月2日の3歳新馬（阪神芝2000ｍ）でデビュー。9頭立て4着となる。その後、5戦は掲示板に載れない競馬が続いたが、4月29日の4歳未勝利で人気薄で3着と好走する。次走は6着、7着と敗れ、未勝利終了のリミットが迫った10月13日の4歳未勝利でクビ差の2着と惜敗。続く未勝利を2着、3着と善戦したものの勝ちきれなかった。その後、犬山特別に格上挑戦で挑んだが12着と惨敗。1か月後に障害競走転じた。
障害初戦となった障害4歳以上未勝利は3着。障害では最後の9歳シーズンを除いて押田年郎が主戦を務めた。年を越して5歳初戦は4着に敗れた。中1週で挑んだ障害未勝利を3着とし、次走を2着に9馬身差をつける圧勝で初勝利を飾った。昇級初戦、障害5歳以上400万下は7着に終わったものの、続く昇級2戦目で7番人気ながら中団から押し上げる競馬で1着。2勝目を飾る。昇級戦、障害5歳以上オープンは3着。重賞初挑戦となった京都大障害（春）は5着に敗れた。次走は3着に入り、6月の障害4歳以上オープンを差し切り勝ち。3勝目を挙げた。さらに、新潟障害ステークスも人気に応え1着。連勝を決める。阪神障害ステークスが中京競馬場で行われ、名称変更となった中京障害ステークスは3着。東京障害特別（秋）はシンボリクリエンスに7ハナ差敗れ2着と惜敗した。その後は京都大障害（秋）、中山大障害（秋）と連続4着に敗れた。
6歳初戦の障害オープンは6着。続く東京障害特別（春）は後続に5馬身差をつける快勝で重賞初制覇を飾った。その後は今一つな競馬が続いたが、京都大障害（秋）で勝ち馬ロングアポロンに大差をつけられるも2着と健闘。中山大障害（秋）は0.4秒差の3着と好走した。
7歳になり、障害オープンで2着。連覇を狙った東京障害特別（春）は後6着に敗れた。阪神障害ステークス（春）は勝ったシゲルデッドクロスに8馬身差の2着。続く中山大障害（春）は好位追走から最後ブロードマインドとの競り合いを制し、4馬身差をつけ優勝した。しかし、1年2か月の長期休養に入り、復帰は8歳6月の障害オープンで6着に敗れる。その後は3戦連続4着。中京障害ステークス（秋）はトップハンデ62㎏で挑み3着に入った。京都大障害（秋）、中山大障害（秋）と連続6着に敗れる。
9歳になり、主戦が東田幸男に代わる。しかし、2戦連続競走中止に終わり、阪神障害ステークス（春）は完走馬中最下位の12着と惨敗。これが、最後のレースとなり、1995年3月10日に競走馬登録を抹消、引退となった。

## 競走成績
以下の内容は、netkeiba.comに基づく。
| 競走日     | 競馬場 | 競走名    | 格      | 距離（馬場）  | 頭 数 | 枠 番 | 馬 番 | オッズ （人気） | 着順 | タイム （上り3F）/（上り4F） | 着差 | 騎手        | 斤量 [kg] | 1着馬（2着馬）     | 馬体重 [kg] |
| ---------- | ------ | --------- | ------- | ------------- | ----- | ----- | ----- | --------------- | ---- | ---------------------------- | ---- | ----------- | --------- | ------------------ | ----------- |
| 1989.12.02 | 阪神   | 3歳新馬   |         | 芝2000m（良） | 9     | 8     | 8     | 007.30（4人）   | 04着 | R2:06.0（51.6）              | -2.4 | 0増沢末夫   | 54        | キクカローバート   | 478         |
| 0000.12.16 | 阪神   | 3歳新馬   |         | 芝1600m（良） | 12    | 6     | 8     | 025.40（8人）   | 06着 | R1:39.7（51.7）              | -2.9 | 0河内洋     | 54        | カツノマシン       | 480         |
| 0000.12.24 | 阪神   | 3歳新馬   |         | 芝2000m（良） | 16    | 8     | 15    | 049.7（15人）   | 06着 | R2:06.2（52.0）              | -0.5 | 0加用正     | 54        | イソノスキー       | 478         |
| 1990.01.27 | 小倉   | 4歳未勝利 |         | 芝2000m（良） | 16    | 5     | 10    | 035.3（12人）   | 11着 | R2:05.6（37.1）              | -1.5 | 0久保敏文   | 55        | マイコレクション   | 480         |
| 0000.02.11 | 小倉   | 4歳未勝利 |         | 芝1800m（不） | 10    | 7     | 7     | 019.00（7人）   | 09着 | R1:58.0（41.4）              | -1.7 | 0久保敏文   | 55        | オギサンフォード   | 470         |
| 0000.04.14 | 阪神   | 4歳未勝利 |         | 芝1600m（重） | 18    | 7     | 15    | 097.0（16人）   | 09着 | R1:40.5（50.9）              | -0.6 | 0林満明     | 55        | アーティアスパワー | 470         |
| 0000.04.29 | 京都   | 4歳未勝利 |         | 芝2000m（稍） | 16    | 6     | 11    | 029.2（11人）   | 03着 | R2:05.2（49.3）              | -0.8 | 0林満明     | 55        | エイシンクラッチ   | 466         |
| 0000.09.15 | 函館   | 4歳未勝利 |         | 芝1800m（不） | 8     | 2     | 2     | 012.10（5人）   | 06着 | R1:57.6（41.6）              | -1.7 | 0小池隆生   | 54        | ムーンロード       | 498         |
| 0000.09.30 | 福島   | 4歳未勝利 |         | 芝1800m（良） | 12    | 8     | 11    | 009.30（5人）   | 07着 | R1:50.7（37.6）              | -0.4 | 0田面木博公 | 55        | アールダンディ     | 480         |
| 0000.10.13 | 福島   | 4歳未勝利 |         | 芝2000m（良） | 16    | 3     | 6     | 013.50（7人）   | 02着 | R2:02.5（37.6）              | -0.1 | 0田面木博公 | 55        | ジャックダイオー   | 490         |
| 0000.10.28 | 福島   | 4歳未勝利 |         | 芝1800m（良） | 14    | 8     | 14    | 002.70（1人）   | 02着 | R1:50.5（37.6）              | -0.2 | 0田面木博公 | 55        | ドクターチェイス   | 490         |
| 0000.11.10 | 福島   | 4歳未勝利 |         | 芝2000m（良） | 14    | 3     | 3     | 002.50（1人）   | 03着 | R2:03.7（36.7）              | -0.3 | 0田面木博公 | 55        | キャンディウーマン | 496         |
| 0000.11.24 | 中京   | 犬山特別  | 500万下 | 芝2000m（良） | 15    | 6     | 9     | 018.60（9人）   | 12着 | R2:02.8（38.2）              | -2.0 | 0本田優     | 55        | スリーヤー         | 484         |

## 血統表
| メジログッテンの血統            | メジログッテンの血統                  | メジログッテンの血統 | （血統表の出典） | （血統表の出典） |
| 父系                            | リファール系                          | リファール系         | リファール系     | [ § 2 ]          |
| 父 *モガミ Mogami 1976 青鹿毛   | 父の父Lyphard 1969 鹿毛               | Northern Dancer      | Nearctic         | Nearctic         |
| 父 *モガミ Mogami 1976 青鹿毛   | 父の父Lyphard 1969 鹿毛               | Northern Dancer      | Natalma          |                  |
| 父 *モガミ Mogami 1976 青鹿毛   | 父の父Lyphard 1969 鹿毛               | Goofed               | Court Martial    | Court Martial    |
| 父 *モガミ Mogami 1976 青鹿毛   | 父の父Lyphard 1969 鹿毛               | Goofed               | Barra            |                  |
| 父 *モガミ Mogami 1976 青鹿毛   | 父の母*ノーラック No Luck 1968 黒鹿毛 | Lucky Debonair       | Vertex           | Vertex           |
| 父 *モガミ Mogami 1976 青鹿毛   | 父の母*ノーラック No Luck 1968 黒鹿毛 | Lucky Debonair       | Fresh as Fresh   |                  |
| 父 *モガミ Mogami 1976 青鹿毛   | 父の母*ノーラック No Luck 1968 黒鹿毛 | No Teasing           | Palestinian      | Palestinian      |
| 父 *モガミ Mogami 1976 青鹿毛   | 父の母*ノーラック No Luck 1968 黒鹿毛 | No Teasing           | No Fidding       |                  |
| 母 ドウヤレンジャー 1977 黒鹿毛 | 母の父メジロムサシ 1967 黒鹿毛        | *ワラビー            | Fast Fox         | Fast Fox         |
| 母 ドウヤレンジャー 1977 黒鹿毛 | 母の父メジロムサシ 1967 黒鹿毛        | *ワラビー            | Wagging Tail     |                  |
| 母 ドウヤレンジャー 1977 黒鹿毛 | 母の父メジロムサシ 1967 黒鹿毛        | キヨハ               | *プリメロ        | *プリメロ        |
| 母 ドウヤレンジャー 1977 黒鹿毛 | 母の父メジロムサシ 1967 黒鹿毛        | キヨハ               | 第弐オーイエー   |                  |
| 母 ドウヤレンジャー 1977 黒鹿毛 | 母の母*ニニー Ninny 1965 黒鹿毛       | Tom Fool             | Menow            | Menow            |
| 母 ドウヤレンジャー 1977 黒鹿毛 | 母の母*ニニー Ninny 1965 黒鹿毛       | Tom Fool             | Gaga             |                  |
| 母 ドウヤレンジャー 1977 黒鹿毛 | 母の母*ニニー Ninny 1965 黒鹿毛       | Abara                | Abernant         | Abernant         |
| 母 ドウヤレンジャー 1977 黒鹿毛 | 母の母*ニニー Ninny 1965 黒鹿毛       | Abara                | Petara           |                  |
| 母系(F-No.)                     | (FN:1-ｋ)                             | (FN:1-ｋ)            | (FN:1-ｋ)        | [ § 3 ]          |
| 5代内の近親交配                 | アウトブリード                        | アウトブリード       | アウトブリード   | [ § 4 ]          |
| 出典                            | 1. 2. 3. 4.                           | 1. 2. 3. 4.          | 1. 2. 3. 4.      | 1. 2. 3. 4.      |